# Bezirk Feldkirch
Der Bezirk Feldkirch ist ein Verwaltungsbezirk des österreichischen Bundeslandes Vorarlberg. Er ist mit dem Gerichtsbezirk Feldkirch deckungsgleich.

## Geografie
Der Bezirk Feldkirch hat eine Fläche von 278,31 km² und ist der westlichste Bezirk Österreichs. Er umfasst einen Teil des Vorarlberger Rheintals, darunter den gesamten Oberland genannten Talabschnitt südlich des Kummenbergs. Ebenfalls zum Bezirk gehören der westliche Teil des Walgaus sowie das gesamte (besiedelte) Laternsertal. Wichtigste Flüsse sind neben dem Alpenrhein, der die Grenze zur Schweiz markiert, dessen rechte Nebenflüsse Ill, die den Walgau durchfließt, und die durch das Laternsertal verlaufende Frutz. Die Berge im Osten des Bezirks liegen im Bregenzerwaldgebirge, die Gipfel südlich von Frastanz gehören zum Rätikon, darunter auch der Galinakopf, der mit 2198 m ü. A. den höchsten Punkt des Bezirks markiert. Der tiefste Punkt (405 m ü. A.) liegt im Rheintal bei Altach.

### Nachbarbezirke
| Kanton St. Gallen ( Schweiz) |                                             | Bezirk Dornbirn |
|                              | Kompassrose, die auf Nachbargemeinden zeigt | Bezirk Bregenz  |
| Liechtenstein                |                                             | Bezirk Bludenz  |

## Geschichte
Das Gebiet des Bezirkes Feldkirch hat sich im Laufe der Zeit massiv geändert. Zum Teil kamen Gemeinden dazu, andererseits gehörte bis 1969 auch der heutige Bezirk Dornbirn zum Bezirk Feldkirch. Die Abspaltung hatte seinen Grund nicht zuletzt darin, dass Feldkirch im Jahre 1968 österreichweit der Bezirk mit den meisten Einwohnern (circa 130.000) war.

## Gemeinden im Bezirk
Der Bezirk Feldkirch gliedert sich in 24 Gemeinden, darunter eine Stadtgemeinde und drei Marktgemeinden.

Gemeinden des Bezirks Feldkirch

| Gemeinde       | Lage | Ew     | km²   | Ew / km² | Gerichtsbezirk | Region       | Typ             | Foto | Metadaten         |
| -------------- | ---- | ------ | ----- | -------- | -------------- | ------------ | --------------- | ---- | ----------------- |
| Altach         |      | 6.999  | 5,36  | 1305     | Feldkirch      | Rheintal     | Gemeinde        | ja   | Gem.Kennz.: 80401 |
| Düns           |      | 427    | 3,46  | 124      | Feldkirch      | Walgau       | Gemeinde        | ja   | Gem.Kennz.: 80402 |
| Dünserberg     |      | 149    | 5,55  | 27       | Feldkirch      | Walgau       | Gemeinde        | ja   | Gem.Kennz.: 80403 |
| Feldkirch      |      | 36.384 | 34,34 | 1059     | Feldkirch      | Rheintal     | Stadt- gemeinde | ja   | Gem.Kennz.: 80404 |
| Frastanz       |      | 6.669  | 32,30 | 206      | Feldkirch      | Walgau       | Markt- gemeinde | ja   | Gem.Kennz.: 80405 |
| Fraxern        |      | 750    | 8,87  | 85       | Feldkirch      | Walgau       | Gemeinde        | ja   | Gem.Kennz.: 80406 |
| Göfis          |      | 3.317  | 9,07  | 366      | Feldkirch      | Walgau       | Gemeinde        | ja   | Gem.Kennz.: 80407 |
| Götzis         |      | 12.231 | 14,64 | 835      | Feldkirch      | Rheintal     | Markt- gemeinde | ja   | Gem.Kennz.: 80408 |
| Klaus          |      | 3.055  | 5,25  | 582      | Feldkirch      | Rheintal     | Gemeinde        | ja   | Gem.Kennz.: 80409 |
| Koblach        |      | 4.896  | 10,25 | 478      | Feldkirch      | Rheintal     | Gemeinde        | ja   | Gem.Kennz.: 80410 |
| Laterns        |      | 701    | 43,79 | 16       | Feldkirch      | Laternsertal | Gemeinde        | ja   | Gem.Kennz.: 80411 |
| Mäder          |      | 4.217  | 3,39  | 1245     | Feldkirch      | Rheintal     | Gemeinde        | ja   | Gem.Kennz.: 80412 |
| Meiningen      |      | 2.480  | 5,37  | 462      | Feldkirch      | Rheintal     | Gemeinde        | ja   | Gem.Kennz.: 80413 |
| Rankweil       |      | 12.172 | 21,87 | 557      | Feldkirch      | Rheintal     | Markt- gemeinde | ja   | Gem.Kennz.: 80414 |
| Röns           |      | 384    | 1,45  | 266      | Feldkirch      | Walgau       | Gemeinde        | ja   | Gem.Kennz.: 80415 |
| Röthis         |      | 2.229  | 2,73  | 817      | Feldkirch      | Rheintal     | Gemeinde        | ja   | Gem.Kennz.: 80416 |
| Satteins       |      | 2.775  | 12,70 | 218      | Feldkirch      | Walgau       | Gemeinde        | ja   | Gem.Kennz.: 80417 |
| Schlins        |      | 2.593  | 6,06  | 428      | Feldkirch      | Walgau       | Gemeinde        | ja   | Gem.Kennz.: 80418 |
| Schnifis       |      | 799    | 4,87  | 164      | Feldkirch      | Walgau       | Gemeinde        | ja   | Gem.Kennz.: 80419 |
| Sulz           |      | 2.705  | 3,02  | 896      | Feldkirch      | Rheintal     | Gemeinde        | ja   | Gem.Kennz.: 80420 |
| Übersaxen      |      | 624    | 5,76  | 108      | Feldkirch      | Rheintal     | Gemeinde        | ja   | Gem.Kennz.: 80421 |
| Viktorsberg    |      | 437    | 12,51 | 35       | Feldkirch      | Rheintal     | Gemeinde        | ja   | Gem.Kennz.: 80422 |
| Weiler         |      | 2.312  | 3,08  | 750      | Feldkirch      | Rheintal     | Gemeinde        | ja   | Gem.Kennz.: 80423 |
| Zwischenwasser |      | 3.423  | 22,63 | 151      | Feldkirch      | Rheintal     | Gemeinde        | ja   | Gem.Kennz.: 80424 |

## Bevölkerungsentwicklung
Die Einwohnerzahlen beziehen sich auf den Bezirk in den heutigen Grenzen.